# Joey Smallwood
Joseph Roberts „Joey” Smallwood (ur. 24 grudnia 1900, zm. 18 grudnia 1991) – dziennikarz i polityk kanadyjski wywodzący się z Nowej Fundlandii. Jedna z najważniejszych postaci polityki wyspiarskiej XX wieku.
Smallwood urodził się w Gambo na Nowej Fundlandii w ubogiej rodzinie. Niedługo później rodzina przeniosła się do St. John’s, gdzie Jospeh ukończył szkołę podstawową i rozpoczął naukę na poziomie średnim w Bishop Field College. Porzucił jednak szkołę najmując się do pracy jako pomocnik drukarza. W wieku dwudziestu lat był już znanym reporterem. W 1920 przeniósł się do Nowego Jorku, gdzie rozpoczął pracę w socjalistycznym dzienniku New York Call. W czasie pięcioletniego pobytu w USA założył rodzinę. Po powrocie na Nową Fundlandię rozpoczął działalność społeczną, organizując związki zawodowe i wydając lewicowo zorientowane pismo Labour Outlook. Pracował także dla pisma Daily Globe wychodzącego w St. John’s oraz był założycielem Humber Herald wychodzącego w Corner Brook.
Smallwood wszedł w świat wyspiarskiej polityki jako menedżer kampanii wyborczej partii liberalnej. Za swoje zasługi został nagrodzony funkcją sędziego pokoju. W czasie kampanii wykazał się zdolnościami organizacyjnymi i stał się jednym z najważniejszych „kadrowców” partyjnych. Był założycielem i naczelnym redaktorem partyjnego organu liberałów The Watchdog. W partii liberalnej związał się z frakcją zmierzającą do zawieszenia samorządności wyspy i objęcia jej brytyjskim zarządem komisarycznym. Po oficjalnym ogłoszeniu upadłości finansowej dominium Nowej Fundlandii i zawieszeniu samorządności Smallwood powrócił do działalności związkowej, powołując związek spółdzielni rybackich Fishermen’s Cooperative Union. W 1936 rozpoczął kompilację materiałów historycznych dotyczących wyspy, które ostatecznie przybrały formę wielotomowego dzieła pod wspólnym tytułem The Book of Newfoundland. W tym samym czasie powrócił do pracy publicystycznej pisząc serię artykułów do Daily News pod pseudonimem The Barrelman. Cykl publicystyczny przekształcił się w audycję radiową, w której Smalwood używał tego samego pseudonimu. W krótkim czasie stał się jedną z najpopularniejszych osób na wyspie. W tym samym czasie zajął się też rolnictwem.
Smallwood powrócił do czynnej polityki w 1946, gdy władze brytyjskie postanowiły zakończyć komisaryczny zarząd wyspy. Został wybrany do Konwencji Narodowej, gdzie reprezentował siły prokonfederacyjne. W swej działalności nie ograniczał się do forum konwencji, lecz rozpoczął propagowanie przystąpienia do Konfederacji Kanady w swych radiowych audycjach. Został także założycielem i naczelnym redaktorem organu ugrupowań prokonfederacyjnych The Confederate. Wkrótce stał się liderem ruchu konfederacyjnego The Confedarate Association. Smallwood poprowadził związek konfederacyjny do zwycięstwa w referendum i był jednym z członków delegacji negocjującej unię z Kanadą w Ottawie. Jemu też zaproponowano objęcie funkcji premiera w rządzie tymczasowym. W czasie pierwszych wyborów prowincjonalnych w maju 1950 Smallwood jako lider Liberalnej Partii Nowej Fundlandii poprowadził ją do zwycięstwa i zagwarantował jej rządy prowincjonalne na kolejne 25 lat. Schyłek popularności partii i jej lidera wiązał się z błędami politycznymi, głównie w polityce gospodarczej. W 1968 wobec utraty popularności Smallwood zrezygnował z przywództwa partii liberalnej, jednak przed upływem dwóch tygodni powtórnie stanął w szranki wyborcze. Odzyskał kontrolę nad partią, lecz klęska wyborcza roku 1971 skłoniła go do ponownego odejścia w 1972. I tym razem nie była to decyzja ostateczna. Rozczarowany brakiem poparcia wyborców, a w konsekwencji członków partii, założył nową partię polityczną – Liberal Reform Party, która zanim została wchłonięta przez partię liberalną, zdołała pod jego kierownictwem zdobyć cztery mandaty do prowincjonalnego zgromadzenia legislacyjnego. Ostatecznie w 1977 Smallwood zdecydował się zrezygnować z dalszej działalności politycznej. Od tego momentu poświęcił się pracy nad Encyklopedią Nowej Fundlandii, która była kontynuacją jego wcześniejszego dzieła. Pierwsze dwa tomy encyklopedii zostały wydane kolejno w 1981 i 1984. Wskutek problemów zdrowotnych Smallwood zmuszony został zrezygnować z prac nad kolejnymi tomami, lecz użyczył swego imienia fundacji gromadzącej środki dla kontynuacji prac nad encyklopedią. Pod finansową opieką J.R. Smallwood Foundations dzieło zostało doprowadzone do końca, choć sam jego twórca nie dożył wydania ostatnich woluminów, umierając w 1991 w St. John’s.